# Хейнклер Агірре
Хейнклер Агірре (ісп. Jeinkler Aguirre, 14 червня 1990) — кубинський стрибун у воду.
Учасник Олімпійських Ігор 2008, 2012 років.
Призер Панамериканських ігор 2011 року.